# Ghosts (Michael Jackson)
Ghosts is een korte film uit 1997 van Michael Jackson. In de film zijn meerdere nummers te horen, afkomstig van HIStory en Blood on the Dance Floor: HIStory in the Mix. De film werd geregisseerd door Stan Winston.

## Gebruikte nummers in de film
- 2 Bad (film versie)
  - Van het album HIStory
- Ghosts
  - Van het album Blood on the Dance Floor: HIStory in the Mix
- Is It Scary (film versie)
  - Van het album Blood on the Dance Floor: HIStory in the Mix